# Anglocatolicismo liberal

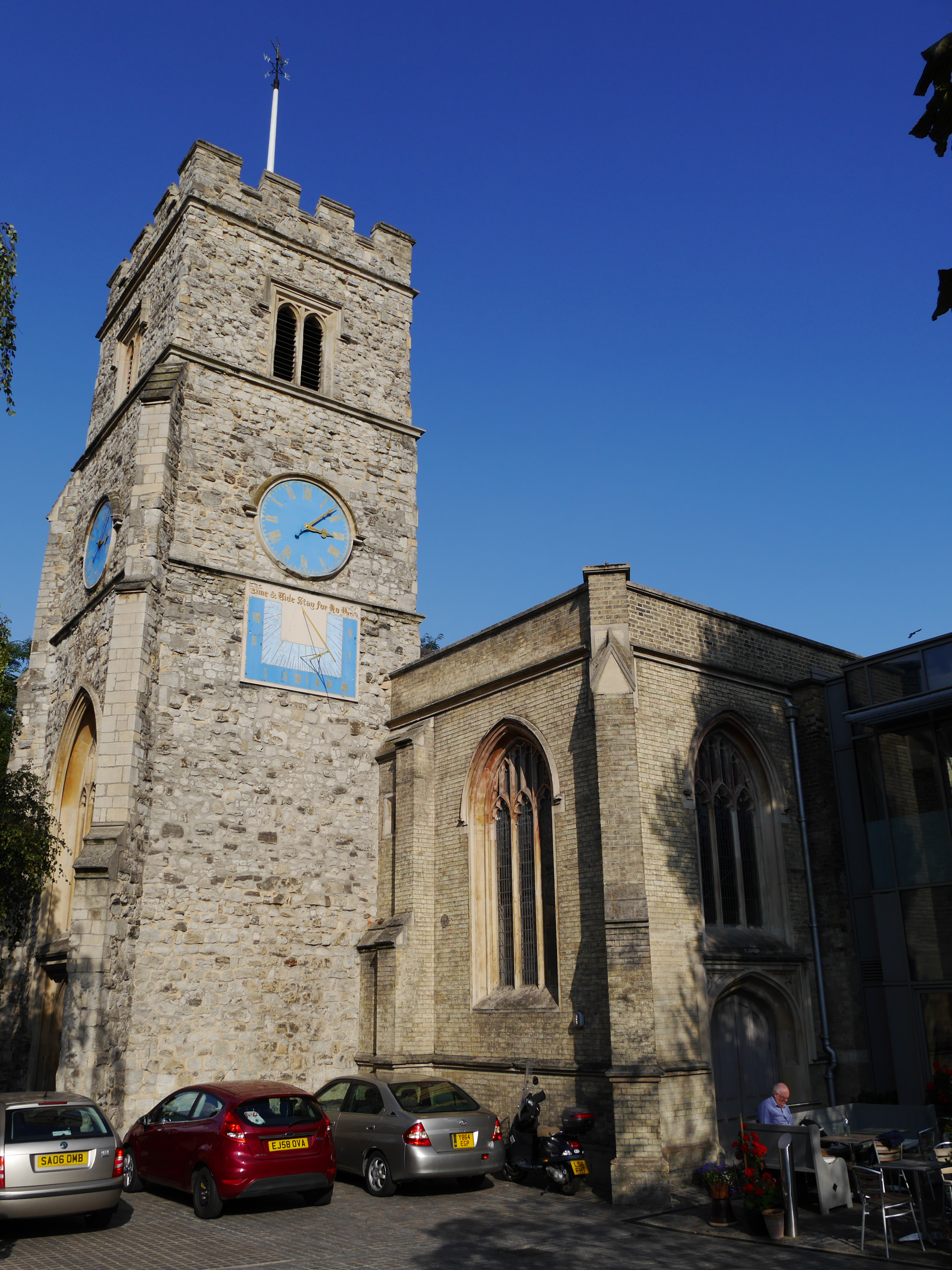
La en en el barrio de Putney, Londres, una iglesia de la tradición anglocatólica liberal, donde se llevó a cabo la reunión que condujo a la creación de la organización de en en 2003.

Los términos anglocatolicismo liberal y anglocatólico liberal se refieren a personas, creencias y prácticas dentro del anglicanismo que afirman las perspectivas cristianas liberales mientras mantienen las tradiciones culturalmente asociadas con el anglocatolicismo.

## Descripción
El liberalismo social de los anglocatólicos liberales se puede encontrar en asociación con el socialismo cristiano. Con respecto al socialismo cristiano, Frederick Maurice dijo en 1849: «Creo seriamente que el cristianismo es el único fundamento del socialismo, y que el verdadero socialismo es el resultado necesario de un cristianismo sólido». Por lo general, los anglocatólicos liberales se inclinarán por la justicia social. Jonathan Daniels, un seminarista de la Iglesia episcopal estadounidense que murió durante el movimiento por los derechos civiles en Estados Unidos, es un mártir moderno para los anglocatólicos liberales.
Los anglocatólicos liberales permiten que el conocimiento y la investigación modernos informen su uso de la razón. La ciencia y la religión, por ejemplo, se consideran legítimas y diferentes metodologías para revelar la verdad de Dios. Esto también afecta directamente la lectura de las escrituras, la historia eclesiástica y la metodología general de la teología por parte de los anglocatólicos liberales. Una metáfora es que la teología para los anglocatólicos liberales es una «danza» que permite a las personas crecer lentamente en la comprensión de Dios.
En el Reino Unido, el movimiento del catolicismo afirmativo da cabida a numerosos anglocatólicos liberales. Algunos ejemplos de anglocatólicos liberales son los ex arzobispos de Canterbury Rowan Williams y Michael Ramsey. La Westcott House es un colegio teológico de la Iglesia de Inglaterra en la tradición del anglocatolicismo liberal.